# Lớp tàu khu trục C và D
Lớp tàu khu trục C và D là một nhóm 14 tàu khu trục được Hải quân Hoàng gia Anh Quốc chế tạo vào đầu những năm 1930. Giống như những năm trước, người ta dự định đặt hàng mỗi năm một chi hạm đội trọn vẹn bao gồm tám tàu khu trục và một soái hạm khu trục như là chiếc thứ chín. Tuy nhiên, chỉ có bốn chiếc và một soái hạm được đặt hàng trong Chương trình Chế tạo Hải quân 1929–1930 như lớp C; bốn chiếc còn lại không bao giờ được đặt hàng do những biện pháp kinh tế và xu hướng giải trừ quân bị của chính phủ đảng Lao động thời Thủ tướng Ramsay Macdonald. Một chi hạm đội đầy đủ, trở thành lớp D, được đặt hàng trong Chương trình Chế tạo 1930–1931.
Năm chiếc thuộc lớp C được phân về Hạm đội Nhà sau khi hoàn tất, rồi được tăng cường cho Hạm đội Địa Trung Hải khi Ý xâm chiếm Abyssinia vào năm 1935–1936 và thực thi Thỏa thuận không can thiệp trong cuộc Nội chiến Tây Ban Nha các năm 1936–1939. Chúng được chuyển cho Hải quân Hoàng gia Canada vào các năm 1937–1939 và trải qua hầu hết thời gian trong Chiến tranh Thế giới thứ hai làm nhiệm vụ hộ tống đoàn tàu vận tải tại Đại Tây Dương. Crescent bị đắm do tai nạn bị chiếc tàu tuần dương HMS Calcutta (D82) húc phải vào năm 1940.  Crusader bị một tàu ngầm Đức đánh chìm năm 1942, cho dù nó đã đánh chìm một tàu ngầm Ý năm 1940. Những chiếc khác trong lớp đã đánh chìm ba tàu ngầm Đức trong chiến tranh. Tất cả chúng đều bị hao mòn khi chiến tranh kết thúc và bị tháo dỡ trong những năm 1946–1947.
Những chiếc tàu khu trục lớp D thoạt tiên được phân về Hạm đội Địa Trung Hải sau khi được nhập biên chế, rồi được điều sang Trạm Trung Quốc vào năm 1935. Giống như lớp C, đa số được tạm thời bố trí đến Hồng Hải khi Ý xâm chiếm Abyssinia, nhưng quay trở lại Trạm Trung Quốc sau khi chiến tranh kết thúc. Chúng tiếp tục ở lại đây khi Thế Chiến II bùng nổ, nhưng được điều sang tăng cường Hạm đội Địa Trung Hải không lâu sau đó. Năm chiếc được điều sang Hạm đội Nhà vào tháng 12 năm 1939, nhưng Duchess bị chìm trên đường đi nó nó mắc tai nạn bị thiết giáp hạm HMS Barham (04) húc phải, và Duncan bị hư hại nặng do va chạm với một tàu buôn, buộc phải được sửa chữa kéo dài. Daring bị một tàu ngầm Đức đánh chìm vào tháng 2 năm 1940. Hai chiếc khác tham gia Chiến dịch Na Uy vào tháng 4-tháng 6, nhưng Delight bị một máy bay Đức đánh chìm vào tháng 7 và Diana được chuyển sang Hải quân Hoàng gia Canada thay thế cho Crescent khi chiếc này bị tàu tuần dương Calcutta húc chìm. Tuy nhiên, nó cũng bị một tàu hàng mà nó hộ tống húc phải và chìm nhiều tháng sau đó.
Bốn chiếc ở lại cùng Hạm đội Địa Trung Hải đã đánh chìm ba tàu ngầm Ý vào năm 1940 trong khi hộ tống các Đoàn tàu vận tải Malta và các tàu chiến lớn của hạm đội. Nhiều chiếc đã tham gia các trận Calabria và Spartivento năm đó. Duncan gia nhập Lực lượng H tại Gibraltar vào tháng 10 và đã hộ tống cho nhóm này. Dainty bị máy bay ném bom Đức đánh chìm vào tháng 2 năm 1941 và Diamond cùng chung số phận vào tháng 4 đang khi triệt thoái binh lính Đồng Minh khỏi Hy Lạp. Defender phải tự đánh đắm vào tháng 7 sau khi nó bị máy bay Đức đánh hỏng khi quay về sau một chuyến hộ tống vận tải đến Tobruk. Duncan và Decoy tiếp tục nhiệm vụ hộ tống vận tải cho đến hết năm trước khi được điều sang Hạm đội Đông vào đầu năm 1942. Chúng quay trở về Anh cuối năm đó để được cải biến thành tàu khu trục hộ tống. Decoy được chuyển cho Hải quân Hoàng gia Canada vào đầu năm 1943, nhưng cả hai trở thành các tàu hộ tống vận tải tại Đại Tây Dương. Chúng đã đánh chìm hai tàu ngầm Đức trước khi được điều về Anh bảo vệ tàu bè Đồng Minh trong Chiến dịch Overlord. Chúng đánh chìm thêm ba tàu ngầm đối phương trước khi chiến tranh kết thúc, và được cho ngừng hoạt động vào năm 1945. Duncan bị tháo dỡ năm 1945–1949 và Decoy vào năm 1946.

## Thiết kế
Những con tàu này vẫn dựa trên lớp B dẫn trước, nhưng được mở rộng để tăng tầm hoạt động và có thể mang một khẩu QF 3-inch 20 cwt phòng không. Lớp này cũng giới thiệu tháp điều khiển cho tàu khu trục Anh. Lớp C độc đáo ở điểm nó có cầu tàu tách rời với bệ la bàn và cần điều khiển bánh lái riêng biệt khỏi phòng hải đồ và tháp chỉ huy. Cách sắp xếp bất thường này không hề được lặp lại. Do chính sách của Bộ Hải quân Anh luân phiên chuyển đổi chức năng Quét mìn khu trục hai tốc độ (TSDS: Two-Speed Destroyer Sweep) và sonar giữa các chi hạm đội khu trục, lớp C không được trang bị sonar ASDIC và chỉ được thiết kế để mang sáu mìn sâu. Lớp D là sự lặp lại của lớp C, ngoại trừ thiết bị quét mìn TSDS được thay bằng ASDIC và chỗ trống cho đến 30 quả mìn sâu.
Các tàu khu trục lớp C và D có trọng lượng choán nước tiêu chuẩn 1.375 tấn Anh (1.397 t), và lên đến 1.865 tấn Anh (1.895 t) khi đầy tải. Các con tàu có chiều dài chung 329 foot (100,3 m), mạn thuyền rộng 33 foot (10,1 m) và mớn nước 12 foot 6 inch (3,8 m). Chúng được cung cấp động lực bởi hai turbine hơi nước hộp số Parsons, dẫn động hai trục chân vịt, tạo ra công suất 36.000 mã lực càng (27.000 kW) cho phép đạt tốc độ tối đa 36 hải lý trên giờ (67 km/h; 41 mph). Hơi nước cho turbine được cung cấp bởi ba nồi hơi ống nước Admiralty hoạt động ở áp suất 300 psi (2.068 kPa) và nhiệt độ 600 °F (316 °C). Các con tàu khu trục mang theo tối đa 473 tấn Anh (481 t) dầu đốt cho phép chúng có tầm xa hoạt động 5.500 hải lý (10.200 km; 6.300 mi) ở tốc độ đường trường 15 hải lý trên giờ (28 km/h; 17 mph). Thành phần thủy thủ đoàn bao gồm 145 sĩ quan và thủy thủ.
Kempenfelt, soái hạm của lớp C, có trọng lượng choán nước nặng hơn 15 tấn Anh (15 t) so với những chiếc còn lại và chở thêm 30 người hình thành nên ban tham mưu của Tư lệnh chi hạm đội. Điểm độc đáo của nó so với tất cả những chiếc lớp C và D là nó có ba nồi hơi ống nước Yarrow hoạt động ở áp suất 310 psi (2.137 kPa). Duncan, soái hạm của lớp D, nặng hơn những chiếc cùng lớp 25 tấn Anh (25 t) và cũng chở thêm 30 người.
Mọi con tàu đều trang bị bốn khẩu pháo QF 4,7 in (120 mm) Mk IX trên các tháp pháo đơn, được đặt tên 'A', 'B', 'X' và 'Y' tuần tự từ trước ra sau. Cho mục đích phòng không, chúng có một khẩu QF 3 inch 20 cwt giữa hai ống khói. Lớp C mang hai khẩu QF 2-pounder 40 milimét (1,6 in) Mk II phòng không phía sau sàn trước. Lớp D dự định mang súng máy QF 0.5-inch Vickers Mk III bốn nòng kiểu mới hai bên cánh cầu tàu; nhưng do chưa sẵn có, pháo 2-pounder kiểu cũ được giữ lại trên các chiếc Daring, Diana, Diamond và Defender. Pháo phòng không 3-inch được tháo dỡ vào các năm 1936–1937, và các khẩu 2-pounder được tái bố trí trên các bệ giữa hai ống khói.
Dàn pháo chính được điều khiển bằng một Đồng hồ Kiểm soát Hỏa lực Admiralty Mk I, sử dụng thông tin có từ bộ điều khiển hỏa lực và máy đo tầm xa. Chúng không có khả năng phòng không, nên các khẩu pháo phòng không được ngắm thuần túy bằng mắt.
Khi được Canada mua lại vào năm 1937–1938, bốn tàu khu trục lớp C được tái trang bị để đáp ứng các đặc tính kỹ thuật riêng cho Canada, kể cả việc trang bị sonar ASDIC Kiểu 124. Ngoại trừ việc trang bị hệ thống sưởi hơi nước, không rõ là Kempenfelt có được cải biến gì khác khi nó được chuyển giao vào tháng 10 năm 1939.

### Các cải biến trong thời chiến
Bắt đầu từ tháng 5 năm 1940, bệ phóng ngư lôi phía sau được tháo dỡ thay bằng một khẩu QF 12-pounder Mk V phòng không; cột ăn-ten sau và ống khói được cắt ngắn để tăng cường góc bắn cho nó. Từ bốn đến sáu khẩu pháo tự động QF 20 mm Oerlikon được bổ sung cho các con tàu sống sót, thường là để thay cho các khẩu 2-pounder hay súng máy.50-calibre bố trí giữa các ống khói. Một cặp được bố trí hai bên cánh của cầu tàu và một cặp khác đặt trên bệ đèn pha tìm kiếm. Vào đầu chiến tranh, lượng mìn sâu mang theo tăng lên 33 quả trên lớp C, trong khi lớp D mang 38 quả. Tháp pháo 'Y' trên sàn sau được tháo dỡ trên nhiều chiếc lấy chỗ để chứa thêm mìn sâu cũng như pháo 12-pounder; và ít nhất trên một chiếc kiểu pháo này thay thế cho tháp pháo 'X'. Trên hầu hết các con tàu, tháp pháo 'A' hay 'B' được thay thế bằng Hedgehog, một dàn cối chống tàu ngầm, riêng Duncan vẫn giữ lại hai tháp pháo khi dàn Hedgehog được tách ra làm đôi gắn hai bên tháp pháo 'A'. Một số chiếc trang bị Hedgehog ở vị trí tháp pháo 'B' còn được trang bị hai khẩu pháo Hotchkiss QF 6-pounder cũ để chống lại tàu ngầm U-boat ở tầm rất gần.
Bộ điều khiển hỏa lực và máy đo tầm xa đặt trên nóc cầu tàu của hầu hết các con tàu được thay thế bằng radar dò tìm mục tiêu Kiểu 271. Một bộ radar bước sóng mét Kiểu 286 dò tìm mặt đất tầm ngắn cũng được bổ sung. Dựa trên thiết bị ASV của Không quân Hoàng gia Anh, thiết bị sơ khai này chỉ có một ăn-ten cố định quét một góc trước mũi tàu, đòi hỏi con tàu phải thường xuyên đổi hướng để thay đổi hướng quét. Một số chiếc còn có thiết bị định vị vô tuyến Huff-Duff đặt trên một cột ăn-ten ngắn.

## Những chiếc trong lớp
| Tên                  | Đặt lườn             | Hạ thủy              | Hoàn tất             | Số phận |
| Lớp C                | Lớp C                | Lớp C                | Lớp C                | Lớp C |
| -------------------- | -------------------- | -------------------- | -------------------- | --- |
| HMS Kempenfelt (I18) | 18 tháng 10 năm 1930 | 29 tháng 10 năm 1931 | 30 tháng 5 năm 1932  | Chuyển cho Canada dưới tên HMCS Assiniboine, 1939; đắm tại đảo Prince Edward, 10 tháng 11 năm 1945; tháo dỡ 1952        |
| HMS Comet (H00)      | 12 tháng 9 năm 1930  | 30 tháng 9 năm 1931  | 2 tháng 6 năm 1932   | Chuyển cho Canada dưới tên HMCS Restigouche, 1938; tháo dỡ 1946                                                         |
| HMS Crusader (H60)   | 12 tháng 9 năm 1930  | 30 tháng 9 năm 1931  | 2 tháng 5 năm 1932   | Chuyển cho Canada dưới tên HMCS Ottawa, 1938, bị tàu ngầm U-91 đánh chìm, 13 tháng 9 năm 1942                           |
| HMS Cygnet (H83)     | 1 tháng 12 năm 1930  | 29 tháng 9 năm 1931  | 15 tháng 4 năm 1932  | Chuyển cho Canada dưới tên HMCS St. Laurent, 1937; tháo dỡ 1947                                                         |
| HMS Crescent (H48)   | 1 tháng 12 năm 1930  | 29 tháng 9 năm 1931  | 1 tháng 4 năm 1934   | Chuyển cho Canada dưới tên HMCS Fraser, 1937; đắm do va chạm với HMS Calcutta tại cửa sông Gironde, 25 tháng 6 năm 1940 |
| Lớp D                |                      |                      |                      | |
| HMS Duncan (I99)     | 25 tháng 9 năm 1931  | 7 tháng 7 năm 1932   | 31 tháng 3 năm 1933  | Bị tháo dỡ 1945–1949 |
| HMS Dainty (H53)     | 20 tháng 4 năm 1931  | 3 tháng 5 năm 1932   | 22 tháng 12 năm 1932 | Bị ném bom đánh chìm ngoài khơi Tobruk, 24 tháng 2 năm 1941                                                             |
| HMS Daring (H16)     | 18 tháng 6 năm 1931  | 7 tháng 4 năm 1932   | 25 tháng 11 năm 1932 | Bị tàu ngầm U-23 đánh chìm, 18 tháng 2 năm 1940                                                                         |
| HMS Decoy (H75)      | 25 tháng 6 năm 1931  | 7 tháng 6 năm 1932   | 17 tháng 1 năm 1933  | Chuyển cho Canada dưới tên HMCS Kootenay, 1943; bán để tháo dỡ 1946                                                     |
| HMS Defender (H07)   | 22 tháng 6 năm 1931  | 7 tháng 4 năm 1932   | 31 tháng 10 năm 1932 | Bị ném bom đánh chìm, 11 tháng 7 năm 1941                                                                               |
| HMS Delight (H38)    | 22 tháng 4 năm 1931  | 2 tháng 6 năm 1932   | 31 tháng 1 năm 1933  | Bị ném bom đánh chìm, 29 tháng 7 năm 1940                                                                               |
| HMS Diamond (H22)    | 29 tháng 9 năm 1931  | 8 tháng 4 năm 1932   | 3 tháng 11 năm 1932  | Bị ném bom đánh chìm, 27 tháng 4 năm 1941                                                                               |
| HMS Diana (H49)      | 12 tháng 6 năm 1931  | 16 tháng 6 năm 1932  | 21 tháng 12 năm 1932 | Chuyển cho Canada dưới tên HMCS Margaree, 1940; đắm do va chạm với MV Port Fairy, 22 tháng 10 năm 1940                  |
| HMS Duchess (H64)    | 12 tháng 6 năm 1931  | 19 tháng 7 năm 1932  | 27 tháng 1 năm 1933  | Đắm do va chạm với HMS Barham, 12 tháng 12 năm 1939                                                                     |

## Lịch sử hoạt động

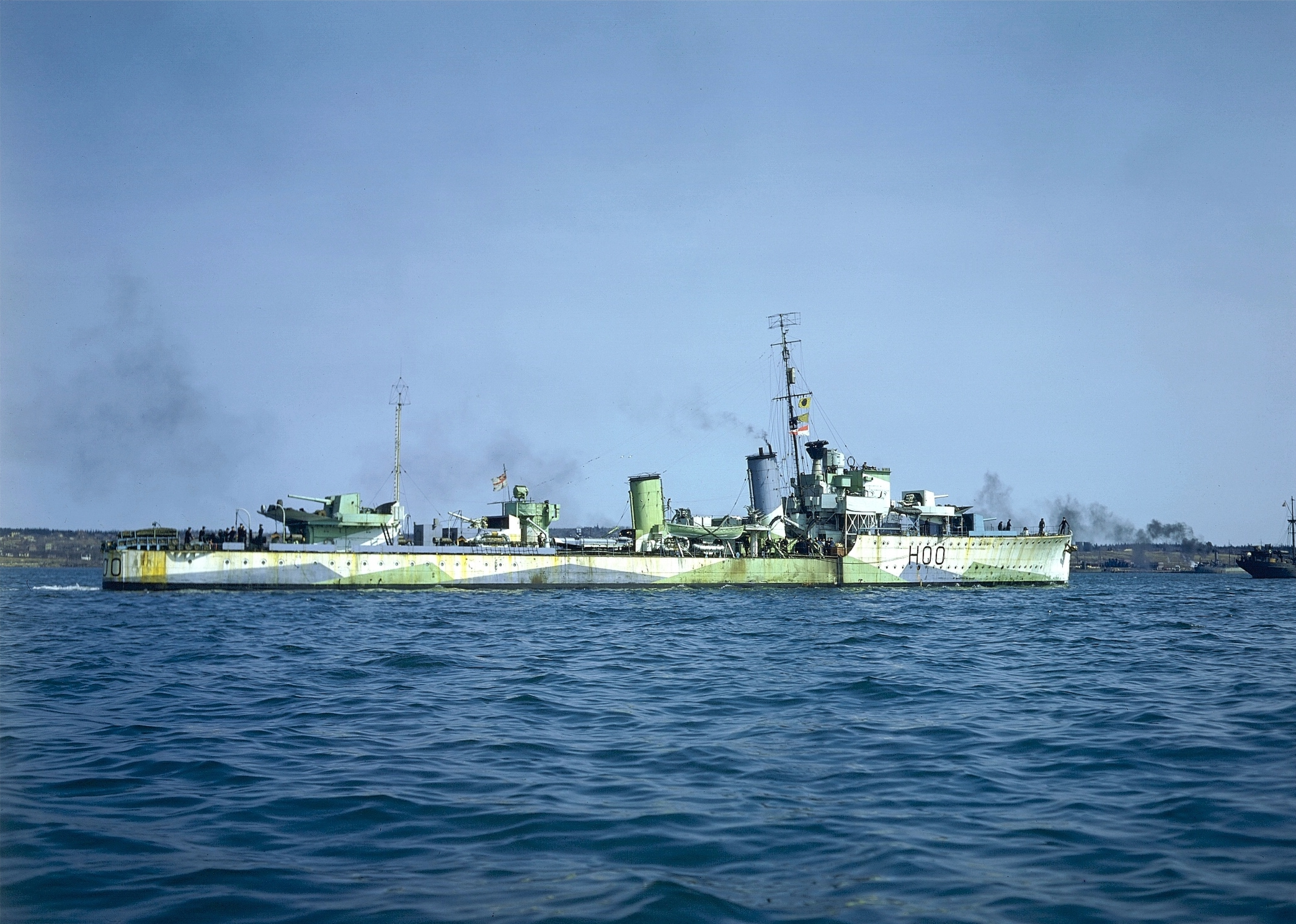
Chiếc HMCS Restigouche khoảng năm 1942–1943

Cả năm chiếc thuộc lớp C được phân về Chi hạm đội Khu trục 2 thuộc Hạm đội Nhà khi chúng nhập biên chế vào năm 1932. Sau khi Ý xâm chiếm Abyssinia, toàn chi hạm đội được gửi đến Hồng Hải vào tháng 8 năm 1935 theo dõi sự điều động các tàu chiến Ý cho đến tháng 4 năm 1936. Được tái trang bị sau khi quay trở về, chúng được điều đến vùng biển Tây Ban Nha trong cuộc Nội chiến Tây Ban Nha vào những năm 1936-1937 ngăn chặn tàu chở vũ khí và bảo vệ các tàu mang cờ Anh. Crescent và Cygnet được bán cho Hải quân Hoàng gia Canada vào năm 1937, tiếp nối bởi Comet và Crusader vào năm 1938; lần lượt được đổi tên tương ứng thành HMCS Fraser, HMCS St. Laurent, HMCS Restigouche và HMCS Ottawa. Kempenfelt cũng được mua vào năm 1939 và đổi tên thành HMCS Assiniboine, nhưng Hải quân Hoàng gia Anh trì hoãn việc bàn giao con tàu cho đến khi có đủ tàu hộ tống chống tàu ngầm được nhập biên chế thay thế cho nó sau khi Chiến tranh Thế giới thứ hai nổ ra.
Cả bốn chiếc lớp C được đặt căn cứ tại Esquimalt thuộc British Columbia khi chiến tranh bắt đầu, nhưng chỉ có Fraser và St. Laurent được gọi quay trở lại để bắt đầu nhiệm vụ hộ tống đoàn tàu vận tải tại bờ biển Đại Tây Dương; hai chiếc kia tiếp nối vào tháng 11. Assiniboine được gửi đến vùng biển Caribe cho nhiệm vụ hộ tống vận tải tại chỗ vào tháng 12, nơi nó giúp vào việc chặn bắt chiếc tàu vượt phong tỏa MV Hannover vào tháng 3 năm 1940. Fraser, St. Laurent và Restigouche được chuyển sang Anh vào cuối tháng 5, và đã giúp vào việc triệt thoái người tị nạn khỏi Pháp. Fraser bị đắm ngày 25 tháng 6 năm 1940 do va chạm với tàu tuần dương HMS Calcutta tại cửa sông Gironde, trong khi hai chiếc kia được điều về Bộ chỉ huy Tiếp cận phía Tây cho nhiệm vụ hộ tống đoàn tàu vận tải.
Những chiếc còn lại trải qua hết thời gian chiến tranh hộ tống các đoàn tàu vận tải tại Bắc Đại Tây Dương, đặt căn cứ tại Anh hoặc Canada. Ottawa đã hỗ trợ tàu khu trục Anh Harvester trong việc đánh chìm tàu ngầm Ý Comandante Faà di Bruno vào ngày 7 tháng 11 năm 1940. Nó bị tàu ngầm Đức U-91 đánh chìm vào ngày 14 tháng 9 năm 1942 đang khi hộ tống đoàn tàu vận tải ON 127. St. Laurent có chiến công đầu tiên vào ngày 27 tháng 12 năm 1942 khi nó được công nhận đã đánh chìm tàu ngầm Đức U-356 đang khi hộ tống đoàn tàu vận tải ON 154. Cùng với tàu khu trục Anh HMS Forester và các tàu corvette HMCS Owen Sound và HMCS Swansea, nó đã đánh chìm tàu ngầm Đức U-845. Đang khi hộ tống đoàn tàu vận tải SC 94 vào ngày 3 tháng 8 năm 1942, Assiniboine đã húc trúng và đánh đắm tàu ngầm Đức U-210. Restigouche không đánh chìm được tàu ngầm đối phương nào, nhưng nó cùng với St. Laurent được chuyển sang Anh để bảo vệ các tàu bè tập trung cho Chiến dịch Overlord vào tháng 5 năm 1944, với Assiniboine tiếp nối vào tháng 7. Chúng đã chiến đấu cùng các tàu tuần tra Đức tại vịnh Biscay, nhưng Restigouche và St. Laurent lúc này ở trong tình trạng vật chất tồi tệ, được gửi về Canada để sửa chữa vào cuối năm 1944, và ở lại Canada sau khi hoàn tất vào đầu năm 1945, còn Assiniboine tiếp tục ở lại Anh cho đến tháng 6. Cả ba đã tham gia hồi hương binh lính Canada sau ngày chiến thắng cho đến khi chúng được cho xuất biên chế vào cuối năm 1945. Cả ba bị tháo dỡ trong các năm 1946-1947.
Sau khi nhập biên chế vào các năm 1932-1933, lớp D hình thành nên Chi hạm đội Khu trục 1 và được phân về Hạm đội Địa Trung Hải. Chi hạm đội đã tuần tra tại vùng vịnh Ba Tư và Hồng Hải vào tháng 9–tháng 11 năm 1933. Sau khi được tái trang bị tại Anh vào năm 1934, chúng được điều sang Trạm Trung Quốc, đi đến Hồng Kông vào tháng 1 năm 1935 và được đổi tên thành Chi hạm đội Khu trục 8. Hầu hết chi hạm đội được gửi đến Hồng Hải khi Ý xâm chiếm Abyssinia vào năm 1935-1936. Chúng quay trở lại Hồng Kông vào giữa năm 1936, ở lại đây cho đến khi Thế Chiến II nổ ra. Trừ Diamond đang trong một đợt tái trang bị kéo dài cho đến tháng 11, phần còn lại của chi hạm đội được lập tức điều sang Hạm đội Địa Trung Hải. Daring được giữ lại ở Hồng Hải cho nhiệm vụ hộ tống cho đến tháng 11, số còn lại sử dụng trong nhiệm vụ tuần tra. Tất cả đều cần phải được sửa chữa, vốn được thực hiện trước cuối năm.
Duncan, Diana, Duchess, Delight và Daring được chuyển sang Hạm đội Nhà vào tháng 12 năm 1939, cho dù Duchess bị chiếc thiết giáp hạm Barham mà nó hộ tống húc phải và bị đắm vào ngày 10 tháng 12. Duncan cũng bị hư hại nặng do va chạm với một tàu buôn vào tháng 1 năm 1940, khiến mất đến 6 tháng để sửa chữa. Daring bị tàu ngầm Đức U-23 đánh chìm vào ngày 18 tháng 2 đang khi hộ tống một đoàn tàu vận tải từ Na Uy. Diana và Delight được phân công hộ tống các đoàn tàu vận tải vào đầu năm 1940 trước khi tham gia Chiến dịch Na Uy trong tháng 4-tháng 6. Trong khi tìm cách vượt qua eo biển Anh Quốc vào ban ngày bất chấp lệnh cấm, Delight bị máy bay Đức đánh chìm vào ngày 29 tháng 7. Sau một đợt sửa chữa ngắn trong tháng 7–tháng 8, Diana được chuyển cho Hải quân Hoàng gia Canada thay thế cho chiếc HMCS Fraser bị đắm do va chạm với một tàu tuần dương Anh. Nhập biên chế ngày 6 tháng 9, và được đổi tên thành HMCS Margaree, con tàu được phân nhiệm vụ hộ tống các đoàn tàu vận tải tại Bắc Đại Tây Dương; nhưng đến ngày 22 tháng 10, nó bị đắm do va chạm với chiếc tàu hàng MV Port Fairy.
Bốn chiếc còn lại của chi hạm đội được điều đến Freetown, Tây Phi một thời gian ngắn vào đầu năm 1940 để hộ tống các đoàn tàu vận tải qua lại khu vực này cũng như truy tìm các tàu cướp tàu buôn Đức. Tất cả chúng được gọi quay lại Địa Trung Hải vào tháng 4–tháng 5 phòng ngừa việc Ý tham chiến. Decoy, Defender và Dainty  đã đánh chìm hai tàu ngầm Ý, riêng Dainty còn cùng với tàu khu trục Ilex đánh chìm thêm một tàu ngầmđ ối phương vào tháng 6 trước khi tham gia trận Calabria vào đầu tháng 7. Diamond gia nhập cùng các tàu chị em vào cuối tháng 7, và cả bốn chiếc đã hộ tống vận tải và bảo vệ tàu bè của Hạm đội Địa Trung Hải cho đến hết năm. Duncan được điều về Lực lượng H vào tháng 10, cùng với Diamond và Defender tham gia trận chiến mũi Spartivento bất phân thắng bại vào tháng 11. Decoy bị hư hại do không kích trước đó và phải sửa chữa cho đến tháng 2 năm 1941.
Đang khi tuần tra ngoài khơi bờ biển Bắc Phi vào ngày 24 tháng 2 cùng với tàu khu trục Hasty, Dainty bị máy bay ném bom Đức đánh chìm. Duncan, Diamond và Defender tiếp tục vai trò hộ tống cần thiết vào đầu năm 1941, mặc dù Duncan được chuyển sang Freetown vào tháng 3. Decoy, Defender và Diamond tham gia triệt thoái binh lính Đồng Minh khỏi Hy Lạp và đảo Crete vào tháng 4-tháng 5, nơi mà Diamond bị máy bay Đức đánh chìm vào ngày 27 tháng 4. Sau khi Defender tham gia tấn công Syria và Liban dưới sự kiểm soát của lực lượng Vichy Pháp vào tháng 6, nó tham gia cùng Decoy hộ tống các đoàn tàu vận tải đến Tobruk, và bị hư hại nặng khi quay trở về sau một chuyến như thế. Chiếc tàu khu trục bị một mát bay ném bom Đức Junkers Ju 88 tấn công vào ngày 11 tháng 7, và sau đó bị chiếc tàu khu trục Úc Vendetta cùng đi đánh đắm. Duncan gia nhập lại Lực lượng H cùng tháng đó, hộ tống cho nhiều đoàn tàu vận tải đi đến Malta trước khi quay trở về Anh vào tháng 10 cho một đợt tái trang bị kéo dài. Decoy bị hư hại do một vụ va chạm vào tháng 12, và được sửa chữa tại Malta cho đến tháng 2 năm 1942.
Decoy được chuyển sang Hạm đội Đông vào tháng 3, và đã hộ tống cho Lực lượng B khi các tàu sân bay Hải quân Nhật tấn công Ceylon. Lực lượng B không bị phía Nhật phát hiện, và chiếc tàu khu trục ở lại hạm đội này cho đến khi được gọi về nhà để cải biến thành một tàu khu trục hộ tống. Sau khi hoàn tất việc tái trang bị vào tháng 1 năm 1942, Duncan lại gia nhập Lực lượng H, hộ tống cho nhiều chiến dịch vận chuyển máy bay tiêm kích Không quân Hoàng gia Anh đến Malta trước khi được điều chuyển sang Hạm đội Đông vào tháng 4 để hỗ trợ Chiến dịch Ironclad nhằm chiếm đóng Diego Suarez vào đầu tháng 5. Nó cũng được gọi quay trở về Anh để cải biến thành một tàu khu trục hộ tống.

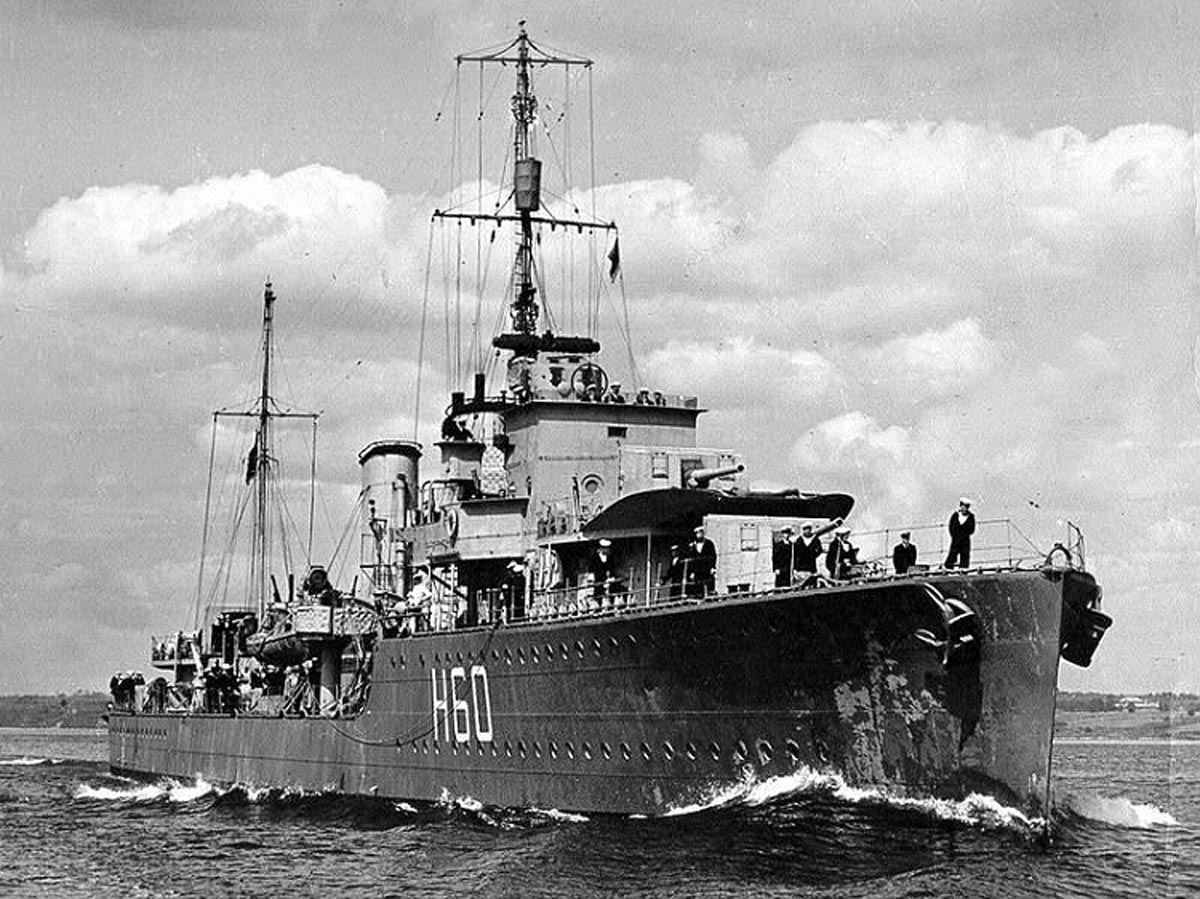
HMCS Ottawa vào khoảng năm 1942–1943

Đang khi cải biến, Decoy được chuyển cho Hải quân Hoàng gia Canada vào ngày 1 tháng 3 năm 1943, và nhập biên chế ngày 12 tháng 4 dưới cái tên HMCS Kootenay. Nó được phân về Đội hộ tống C5 cho nhiệm vụ hộ tống các đoàn tàu vận tải tại Bắc Đại Tây Dương. Vào tháng 4, Duncan gia nhập Đội hộ tống B-7. Đang khi hộ tống đoàn tàu vận tải ON-207 vào ngày 23 tháng 10, cùng với tàu khu trục Vidette và một máy bay Consolidated B-24 Liberator thuộc Phi đội 224 Không quân Hoàng gia Anh, Duncan đã đánh chìm tàu ngầm Đức U-274. Cùng trong tháng đó, ngày 29 tháng 10, Duncan chia sẻ chiến công đánh chìm tàu ngầm Đức  U-282 cùng với Vidette và tàu corvette Sunflower đang khi hộ tống đoàn tàu vận tải ON-208. Cả hai tiếp tục nhiệm vụ hộ tống cho đến tháng 5 năm 1944, khi chúng được điều sang Anh tham gia Chiến dịch Overlord. Duncan được điều sang Bộ chỉ huy Tiếp cận phía Tây làm nhiệm vụ chống tàu ngầm cho đến hết chiến tranh. Kootenay được giao nhiệm vụ bảo vệ tàu bè Đồng Minh trong eo biển Anh Quốc và vịnh Biscay. Cùng với các tàu khác, nó tham gia đánh chìm tàu ngầm Đức U-678 vào ngày 7 tháng 7 năm 1944, U-621 trong vịnh Biscay ngày 18 tháng 8, và hai ngày sau, U-984 ở phía Tây Brest, Pháp.
Sau một đợt tái trang bị kéo dài tại Canada từ tháng 10 năm 1944 đến tháng 2 năm 1945, Kootenay quay trở lại Anh và điều sang Bộ chỉ huy Tiếp cận phía Tây cho đến khi chiến tranh kết thúc. Nó được sử dụng để chuyên chở binh lính Canada hồi hương sau ngày chiến thắng cho đến khi được xuất biên chế vào tháng 10; nó bị bán để tháo dỡ vào năm 1946. Duncan ngừng hoạt động vào tháng 5 và bị bán vào tháng 7, cho dù việc tháo dỡ nó chỉ hoàn tất vào năm 1949.